# Maria Concetta Mattei
Maria Concetta Mattei (Trento, 10 luglio 1957) è una giornalista e conduttrice televisiva italiana.

## Biografia

### Studi
Dopo il Diploma di maturità classica, si laurea a pieni voti in Economia e Commercio all'Università di Trento, discutendo una tesi sul mercato del lavoro.
Ha frequentato il quarto anno del Liceo negli USA, all'East Henderson High School di Hendersonville (Carolina del Nord).

### Gli inizi della carriera giornalistica
Già negli anni settanta collabora con diverse emittenti private, radiofoniche e televisive, curando programmi sulla condizione femminile.
Giornalista televisiva per l'associazione culturale "Intercultura (onlus)" nel 1974/'75.
Entra in Rai nel 1979, vincendo un concorso nazionale riservato ai giornalisti. Viene assegnata alla sede Rai di Trento, dalla quale conduce notiziari radiofonici e televisivi, occupandosi specialmente di cronaca nera e seguendo importanti vicende giudiziarie dell'epoca (p.es. quella del giudice Palermo sul traffico internazionale di armi e droga o quella della tragedia di Stava).
Si iscrive all'albo dei giornalisti professionisti il 26 giugno 1981.
Negli anni ottanta, sempre a Trento, realizza servizi sull'emigrazione, sulle adozioni internazionali, sulla medicina alternativa.
Si occupa inoltre del programma "Le tavole rotonde di RaiRegione".

### Il salto al Tg2
Dal 1991 fa parte della redazione del TG2, di cui fino al 27 dicembre 2020 ha condotto le edizioni delle ore 20:30 e serali. In passato è stata caporedattrice al Desk Impaginazione e coordinatrice responsabile. Inoltre conduce le rubriche Tg2 Dossier Storie e Tg2 Insieme.
Da dicembre 2020 assume la direzione della Scuola di Giornalismo Radiotelevisivo della Rai di Perugia, prima donna in questo incarico.

### Televisione
Nel 2010 partecipa come concorrente alla sesta edizione del talent show di Rai 1 Ballando con le stelle, condotto da Milly Carlucci. Nel luglio 2011 conduce su Rai 1 assieme a Gerardo Greco la serata I nostri angeli 2011, galà conclusivo del Premio Luchetta di quell'anno. Il 24 giugno 2015 conduce assieme a Federico Russo l'evento Donne ad alta quota - Premio Marisa Bellisario, trasmesso da Rai 2. Il successivo 3 luglio è la narratrice di una puntata di Techetechetè su Rai 1.

## Vita privata
Ha due figli: una avuta con l'ex marito Mario Raffaelli, deputato socialista, e uno con il suo attuale compagno.